# اچ‌ام‌اس اکسموس (۱۹۱)
اچ‌ام‌اس اکسموس (۱۹۱) (به انگلیسی: HMS Exmouth (1901)) یک کشتی بود که طول آن ۴۳۲ فوت (۱۳۲ متر) بود. این کشتی در سال ۱۹۰۱ ساخته شد.